# DEN 1048-3956
DEN 1048-3956 – jedna z bliższych Układowi Słonecznemu gwiazd. Znajduje się ona w gwiazdozbiorze Pompy, w odległości ok. 13,16 lat świetlnych od Słońca. Jasność wizualna tej gwiazdy to zaledwie 17,39m.

Położenie najbliższych gwiazd, m.in. DEN 1048-3956, względem Słońca

## Właściwości fizyczne
DEN 1048-3956 jest czerwonym karłem, należącym do typu widmowego M8,5V (zob. diagram Hertzsprunga-Russella) lub dużym brązowym karłem. Jest to bardzo słabo świecąca gwiazda, która jest o wiele mniej masywna (0,06 – 0,09 masy Słońca) i dużo mniejsza od Słońca. Temperatura jej powierzchni wynosi ok. 2000 K. Jasność tej gwiazdy to tylko 0,00000356 jasności Słońca.